# Cleòpatra (filla d'Idas)
Segons la mitologia grega, Cleòpatra (en grec antic Κλεοπάτρα) va ser filla d'Idas, heroi messeni, i de Marpessa.
Casada amb Melèagre, es va penjar pel dolor que li produí la mort del seu marit, a qui la seva mare Altea va fer morir en venjança per la mort d'uns germans d'ella.